# جری راین
جری راین (انگلیسی: Jeri Ryan؛ زادهٔ ۲۲ فوریهٔ ۱۹۶۸) هنرپیشه و بازیگر سینما اهل ایالات متحده آمریکا است. وی از سال ۱۹۹۱ میلادی تاکنون مشغول فعالیت بوده‌است.

## گزیده فیلمشناسی
از فیلم‌ها یا برنامه‌های تلویزیونی که وی در آن نقش داشته‌است می‌توان به آثار زیر اشاره کرد.
- فلش (مجموعه تلویزیونی ۱۹۹۰) (۱۹۹۰)
- آخرین نفر (فیلم ۲۰۰۲) (۲۰۰۳)
- بچه (فیلم ۲۰۰۰) (۲۰۰۰)
- دراکولا ۲۰۰۰ (۲۰۰۰)
- مرگ بر عشق (۲۰۰۳)
- دو مرد و نصفی (۲۰۰۴–۲۰۱۱)
- او. سی (۲۰۰۵)
- بوستون لیگال (۲۰۰۶)
- غیب‌گو (مجموعه تلویزیونی) (۲۰۱۱–۲۰۱۲)
- انبار ۱۳ ()
- منحنی (مجموعه تلویزیونی) (۲۰۱۴)
- ان‌سی‌آی‌اس (۲۰۱۵)
- ارو (مجموعه تلویزیونی) (۲۰۱۵)